# Doktorzy honoris causa Uniwersytetu Ekonomicznego we Wrocławiu
- 1964
  - Prof. Kamil Stefko
- 1965
  - Prof. Michał Kalecki
- 1972 
  - Prof. Henryk Jabłoński
  - Prof. Artur Bordag
  - Prof. Stefan Górniak
- 1977
  - Prof. Antoni Wrzosek
- 1978 
  - Prof. Tigran Siergiejewicz Chaczaturow
- 1986 
  - Prof. Jochen Schumann
- 1988
  - Prof. Jurij Aleksandrowicz Ławrikow
- 1990 
  - Prof. Aleksander Grigorjewicz Granberg
- 1991
  - Prof. Giuseppe Calzoni
- 1992
  - Prof. Robert Leroy King
- 1993
  - Prof. János Kornai
- 1996
  - Prof. Reinhard Selten
  - Prof. Aleksander Zeliaś
- 1997
  - Prof. Józef Popkiewicz
- 2001
  - Prof. Teodor Kramer
  - Prof. Józef Kaleta
- 2005
  - Prof. Andrzej Stanisław Barczak
- 2006 
  - Prof. Leszek Balcerowicz
- 2009
  - Prof. Jerzy Rokita
- 2010
  - Prof. Hiroyuki Itami
- 2011
  - Prof Marek Belka
- 2012
  - Dr Janusz Lewandowski
- 2014
  - Prof. Lucjan Orłowski